# 2004年夏季残疾人奥林匹克运动会危地马拉代表团
2004年夏季残疾人奥林匹克运动会危地马拉代表团是危地马拉派出的2004年夏季残疾人奥林匹克运动会代表团。未获得奖牌。